# Ignace Heinrich
Ignace Heinrich (ur. 31 lipca 1925 w Ebersheim, zm. 9 stycznia 2003 w Carnoux-en-Provence) – francuski lekkoatleta, który specjalizował się w wielobojach.
Dwa razy startował w igrzyskach olimpijskich – w 1948 w Londynie wywalczył srebrny medal, a cztery lata później w Helsinkach nie ukończył rywalizacji w dziesięcioboju. Złoty medalista mistrzostw Europy z 1950 roku. Sześciokrotny rekordzista Francji (w latach 1948–1951). Rekord życiowy: 6934 pkt. (1951).